# محمد منتصر
محمد منتصر (مواليد 8 أغسطس 1989) هو لاعب كرة قدم قطري في نادي الوعب. 

## مسيرة اللاعب
لعب في نادي الوكرة ونادي المرخية ونادي الغرافة ونادي أم صلال ونادي الخور ونادي الوعب.

## روابط خارجية
محمد منتصر على موقع Soccerway.com (الإنجليزية)